# 木内江莉
木内 江莉（きうち えり、1993年9月2日 - ）は、日本の元女優、元タレント。現役時は本名で活動。
東京都出身。インドネシア人の父と日本人の母の間に生まれたハーフ。
2003年、子役として芸能界にデビュー。NHK教育バラエティ『天才てれびくんMAX』てれび戦士（2005年度 - 2006年度）でも知られている。女優としては主に舞台で活躍。2012年、芸能界を引退。

## 略歴
- 2003年 - プロフェッショナル・マネージメントに所属し、芸能界にデビュー[3]。
- 2006年 - スカイコーポレーションに移籍[2]。
- 2008年 - 別冊マーガレット 2008年別マ☆ガールズオーディションでグランプリ受賞[2]。
- 2010年2月 - スカイコーポレーションを退社、芸能活動を休止。
- 2011年10月 - ライトハウスに所属、芸能活動を再開[4]。
- 2012年2月 - REALIZE Artist agencyに移籍[1]。
- 2012年6月 - ZUMASH STUDIO vol.2「ガールズ プリズン オペラ」への出演が予定されていたが、体調不良により降板[5]。その後、芸能界を引退。

## 出演

### バラエティ
- 天才てれびくんMAX（2005年 - 2007年、NHK教育）てれび戦士

### その他のテレビ番組
- ジュニアでGO!（2005年、エンタ!371）

### インターネットテレビ
- ひかり荘 夏休み企画（2003年、テプコ）[3]

### オリジナルビデオ
- 幽霊より怖い話 Vol.2「子供のいたずら」（2005年）ジュリ 役

### 舞台
- 時空警察ヴェッカーχ ノエルサンドレ（2011年） 平野広海（時組） 役
- アリスインシアター2012年2月公演「パラダイスロスト」（2012年）金城マナミ（月組） 役

## 書籍

### 雑誌連載
- prolog（vol.29）
- 別冊マーガレット（2008年1月号 - 2009年4月号、集英社）モデル